# ليلة واحدة في سان دييغو
ليلة واحدة في سان دييغو (بالإنجليزية: 1 Night in San Diego)‏ هو فيلم كوميدي أنتج في الولايات المتحدة وصدر في سنة 2020 من تأليف و إخراج بينيلوبي لوسون. من بطولة ألكسندرا داداريو ولورا آشلي صامويلز.

## الممثلون
- جينا أوشكويتز في دور هانا
- لورا اشلي صامويلز في دور بروكلين
- إريك نيلسن في دور جوردو
- مارك لوسون في دور مسيحي
- آدم روز بدور كيفن
- بريان بوريلو في دور تيدي
- الكسندرا داداريو بدور كيلسي
- كيلسي دوغلاس في دور ديليا
- نيكولاس ديبيرو في دور البواب

## وصلات خارجية
- ليلة واحدة في سان دييغو على موقع IMDb (الإنجليزية)
- ليلة واحدة في سان دييغو على موقع روتن توميتوز (الإنجليزية)
- ليلة واحدة في سان دييغو على موقع قاعدة بيانات الفيلم (الإنجليزية)
- ليلة واحدة في سان دييغو على موقع ليتربوكسد (الإنجليزية)
- ليلة واحدة في سان دييغو على موقع كينوبويسك (الروسية)